# Клёден, Густав Адольф
Густав Адольф фон Клёден (нем. Gustav Adolf von Klöden; 24 июня 1814, Берлин — 11 марта 1885, Берлин) — немецкий географ, учитель географии и немецкого языка.

## Биография
Густав Адольф фон Клёден родился в 1801 году и обучался в Берлине в 1830-е годы, изучая математику и естествознание в Медицинском университете с 1832 по 1836 год. Затем он работал с Генрихом Фридрихом Линком. В 1837 году он начал преподавать в Берлинском университете, а в 1840 году был назначен учителем географии и немецкого языка в Берлинской промышленной школе.
В 1855 году он стал профессором, а в 1870 году стал членом Верховной военно-ревизионной комиссии. Затем в 1868 году во время первой немецкой северополярной экспедиции был обнаружен остров, который был назван островом Клёдена (Klödenøya) в честь Густава Адольфа фон Клёдена. Этот остров находится в Шпицбергене.
Густав Адольф фон Клёден ушел из жизни 11 марта 1885 года в Берлине и был похоронен на Люизенштадтском кладбище, где также был похоронен его отец.

## Публикации
Опубликовал: «Lehrbuch der Geographie» (Берлин, 1814); «Das Stromsystem des obern Nil» (Б., 1856); «Das Areal der Hoch- und Tieflandschaften Europas» (Б., 1873); «Kleine Schulgeographie» (Б., 1874); «Leitfaden beim Unterricht in der Geographie» (Б., 8 изд., 1890); очень распространен его «Handbuch der Erd-Kunde» (Берлин, 1882—1884; есть также перевод на русский язык).